# Cyanessigsäure
Cyanessigsäure (Cyanoessigsäure) ist ein farbloser, kristalliner, unangenehm riechender, hygroskopischer Feststoff. Es ist eine CH-acide Verbindung, eignet sich somit für die Knoevenagel-Kondensation mit Ketonen und Aldehyden. Bei höheren Temperaturen zersetzt sie sich unter Decarboxylierung zu Kohlenstoffdioxid und Acetonitril.

## Gewinnung und Darstellung
Die Herstellung erfolgt aus Chloressigsäure mit Kaliumcyanid durch Kolbe-Nitrilsynthese. Alternativ kann sie durch Deprotonierung von Acetonitril und Reaktion mit Kohlenstoffdioxid hergestellt werden. Auch die Carboxylierung von Chloracetonitril mit Kohlenstoffdioxid durch eine elektrochemische Reaktion ist möglich.

## Eigenschaften
Die Verbindung ist thermisch instabil. Eine DSC-Messung zeigt ab 142 °C eine exotherme Zersetzung mit einer Wärmetönung von −692 J·g−1 bzw. −58,8 kJ·mol−1.

## Verwendung
Cyanessigsäure dient zur Herstellung von Malonsäure durch Hydrolyse. Cyanessigsäure wird auch zur Herstellung von Cyanacrylaten verwendet. Dazu wird sie zunächst verestert und der Ester in einer Knoevenagel-Kondensation mit Formaldehyd umgesetzt. Dadurch bildet sich ein Polymer, das durch Erhitzen depolymerisiert werden muss.